# Bük
Pour les articles homonymes, voir Buk.

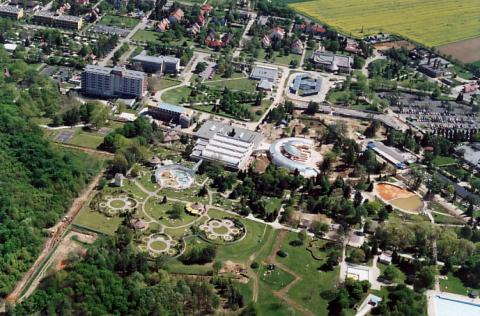
Photo aérienne de Bükf ürdő.

Bük est une ville de Hongrie, située dans le département de Vas. Lors du recensement de 2015, il y avait 3 544 habitants.